# From Prada to Nada
Pour plus de détails, voir Fiche technique et Distribution.
From Prada to Nada est un film américain réalisé par Angel Garcia, sortit le 28 janvier 2011 aux États-Unis. Il met en vedette Camilla Belle, Alexa Vega, Wilmer Valderrama, Nicholas D'Agosto et April Bowlby.

## Synopsis
Quand deux sœurs au niveau de vie aisée perdent leur père, elles se retrouvent désargentées. Elles se voient contraintes de vivre chez leur tante, dans un quartier modeste.

## Fiche technique
- Titre : From Prada to Nada
- Titre québécois :
- Réalisation : Angel Gracia
- Scénario : Fina Torres, Luis Alfaro, Craig Fernandez
- Costumes :
- Photographie :
- Montage :
- Musique :
- Production : Odd Lot Entertainment, Gilbert Films, Lionsgate, Televisa, Hyperion Films
- Société de distribution :
- Pays de production :  États-Unis
- Langue : Anglais
- Genre : Comédie
- Format :
- Durée : 107 minutes
- Dates de sortie :
  - États-Unis : 28 janvier 2011
  - France : 1er mars 2017 (VoD uniquement) sur Netflix et YouTube[3]

## Distribution
- Camilla Belle : Nora Dominguez
- Alexa Vega : Mary Dominguez
- Wilmer Valderrama : Bruno
- Nicholas D'Agosto : Edward Ferris
- April Bowlby : Olivia
- Adriana Barraza : Aurelia Jimenez

## Box office
Etant un film indépendant et, sorti face à des blockbusters, il est un succès au box office avec plus de 3 836 357 millions de dollars de recettes amassés,,.